# Кринка (річка)
Кри́нка — річка в Бахмутському, Горлівському й Донецькому районах Донецької області України та Матвієво-Курганському районі Ростовської області Росії, права притока Міусу (басейн Азовського моря).

## Загальні відомості
Бере початок на Донецькій височині в межах Луганської області. Утворена злиттям річок Садки (16 км) та Булавинка (39 км) в південно-західній околиці міста Єнакієве (Україна, Донецька область) у селі Шапошниковне. Територією України протікає в межах Шахтарського та Амвросіївського районів Донецької області, а також територією Матвієво-Курганського та Некліновського районів Ростовської області Російської Федерації. Впадає в Міус за 84 км від гирла останнього біля радгоспу «Сад-База» (Матвієво-Курганський район), за 18 км вище за течією від Матвєєвого Кургану.
Довжина річки 180 км (із них 160 км територією України). Площа басейну 2634 км². Долина річки вузька, глибока (до 60 м), з крутими схилами. Течія швидка. Похил річки — 0,67 м/км. Річище звивисте, шириною до 20 м. Глибина до 3—4 м, на порожистих ділянках — 0,1—0,5 м. Перепад рівня води залежить від сезону та режиму роботи Зуївської ГРЕС. Дно мулисте, на мілководних ділянках кам'янисте. У нижній течії річка протікає в м'яких наносних ґрунтах. На окремих ділянках зроблено розчищення русла. Вода непрозора, замутнена. Льодостав з кінця грудня до середини лютого. Живлення снігове і дощове, а також за рахунок численних підземних джерел.
Основні притоки: Булавинка (ліва) і Корсунь (права).
Русло річки зарегульовано численними ставками (греблі Ханжонківського та Зуєвського водосховищ, біля хутора Покровка, шахти Бешевська, селищ Благодатне, Велике Мішкове, Білоярівка). На річці — 5 водосховищ (в тому числі Ханжонківське, Зуївське і біля села Благодатне) та 2 гідрологічних пости у селищах Новоселівка (1924) і Благодатне — з 1956 року. Вода використовується для сільськогосподарських, побутових і технічних потреб. Уздовж русла річки розташовані численні сільськогосподарські землі. Поширено рибальство.
У річці водяться плітка, карась, короп, судак, лящ звичайний, щука звичайна, окунь, черепахи, вужі, гадюки. У пониззі трапляється сом звичайний, вугри. Тваринний світ представлений зайцями, лисицями, велика різноманітність птахів: дика качка, чапля сіра, деякі види куликів, куріпок, фазанів. Із хижаків трапляються пугач звичайний та лунь очеретяний, а в пониззі — річкові і морські чайки.
Берега річки мають майже безперервне зелене обрамлення: тополя, верба, в'яз та інші породи дерев. Нижче села Степано-Кринка — урочище Чинци, після села Благодатне — урочище Ясинова. На берегах Великої Шишівка — Знаменський ліс (ясен, дуб, клен). Злиття Кринки і Міуса розташоване в Олексіївському лісі — природному лісовому масиві. Різноманітний трав'яний покрив.
На берегах річки розташований регіональні ландшафтні парки Донецький кряж та Зуївський.

## Населені пункти на річці
У своїй верхній течії річка протікає густонаселеною місцевістю.
Населені пункти України (вниз за течією): Єнакієве, Нижня Кринка, Зуївка, Зугрес, Троїцько-Харцизьк, Степано-Кринка, Благодатне, Новопетрівське, Велике Мішкове, Карпово-Надеждинка, Білоярівка, Нижньокринське, Успенка, Катеринівка.

## Притоки
Праві: Садки, Корсунь, Балка Ясинова, Караван, Балка Велика Липова, Балка Ведмежа, Балка Харцизька, Балка Калинова, Балка Широка, Балка Широка (вище с. Калинове) , Балка Калинова.
Ліві: Булавинка, Балка Водоточна, Балка Колпакова, Вільхова, Велика Скельовата, Орлівка, Мала Шишівка, Велика Шишівка, Севастянівка, Комишуваха, Калинова, Калинова II.

## Галерея

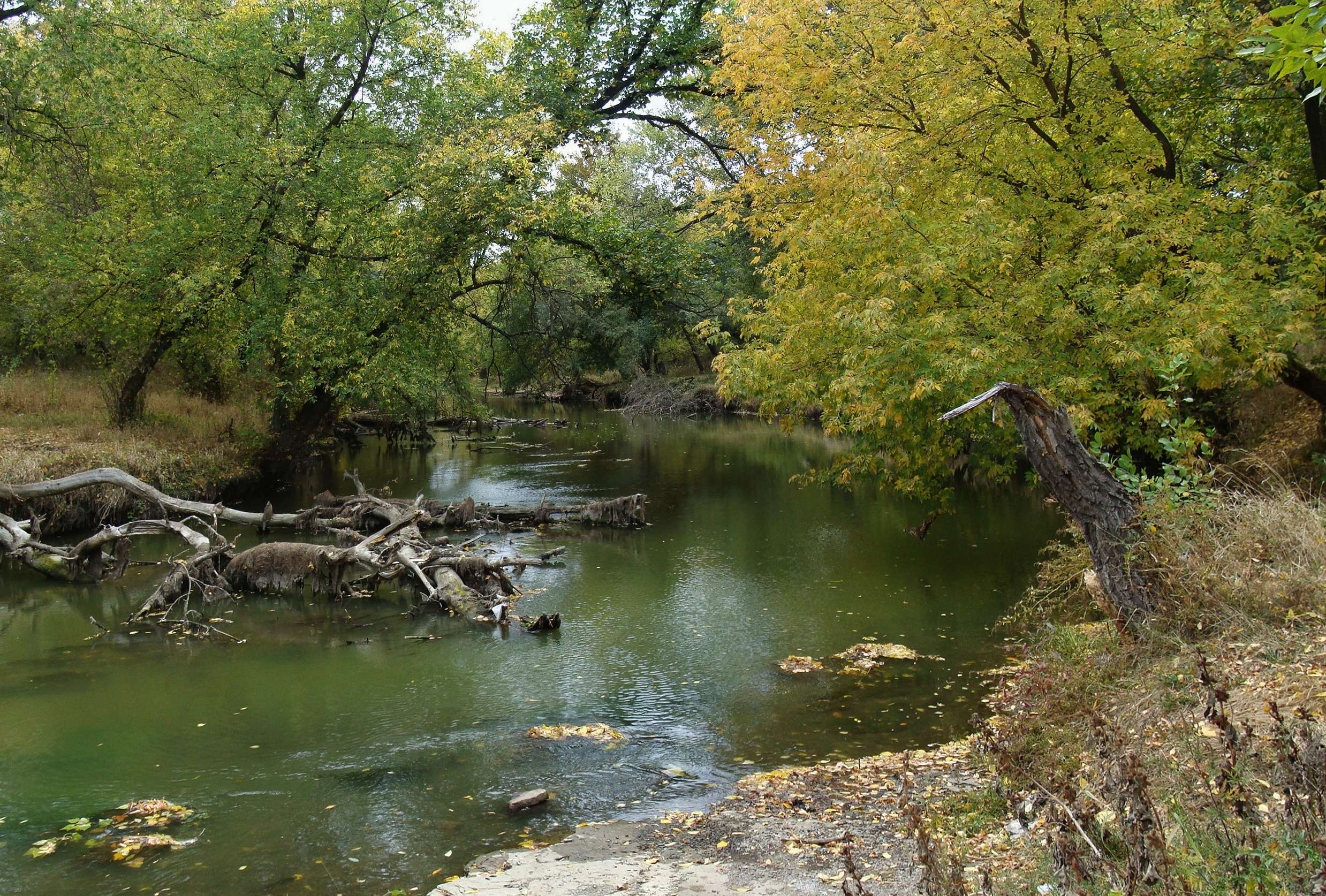
Кринка у Зугресі
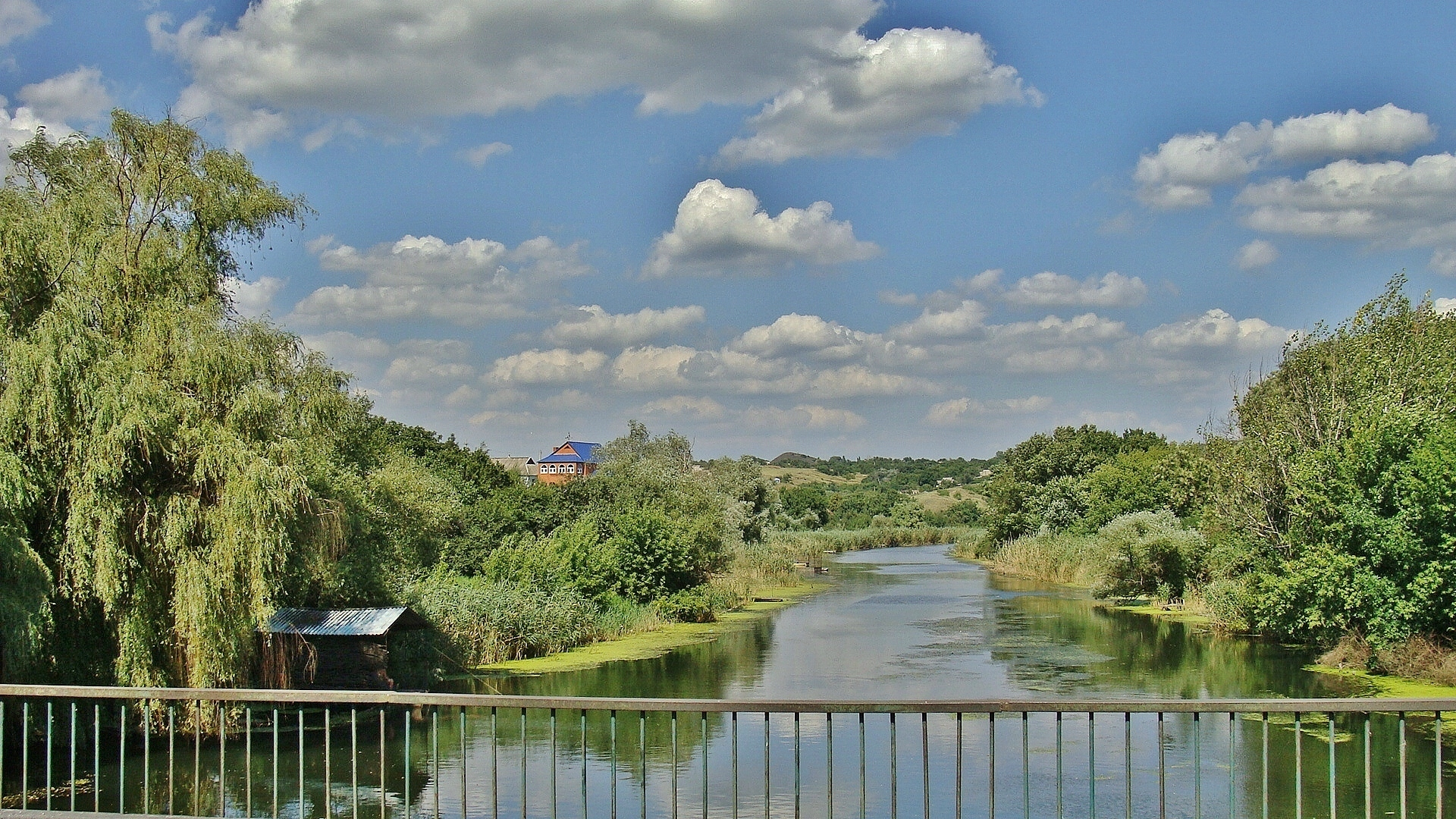
Кринка у Зуївці
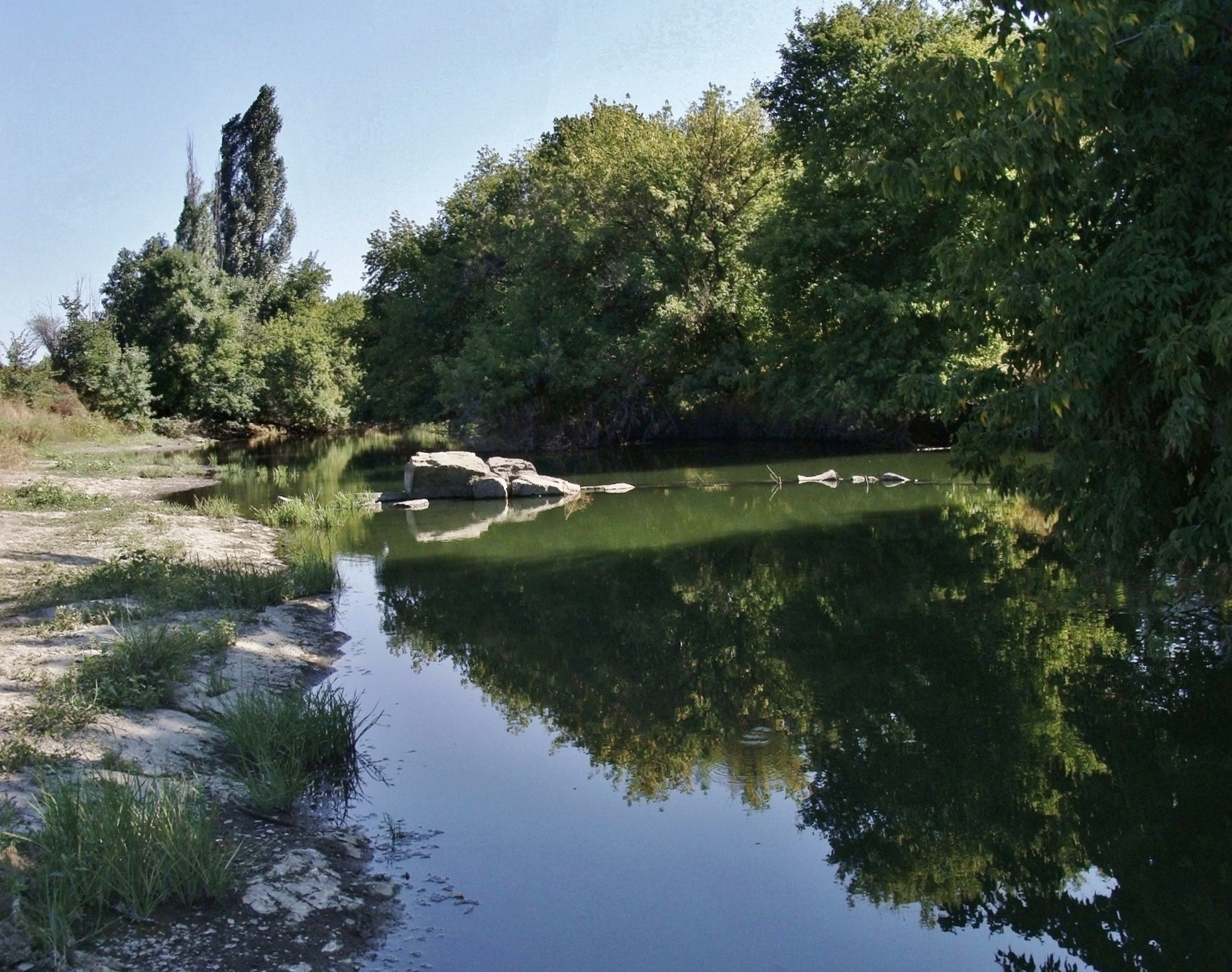
Кринка у Шахтному